# Lycaena morgani
Lycaena morgani är en fjärilsart som beskrevs av Le Cerf 1910. Lycaena morgani ingår i släktet Lycaena och familjen juvelvingar. Inga underarter finns listade i Catalogue of Life.